# Планово-запобіжний ремонт
Планово-запобіжний ремонт (рос. ремонт планово-предупредительный; англ. scheduled preventive maintenance, planned maintenance; нім. planmässige profilaktische Reparatur f) – система організаційно-технічних заходів, яка передбачає періодичне проведення за раніше складеними графіками робіт з профілактичного огляду та обслуговування машин і обладнання, їх поточного, середнього та капітального ремонтів. Система планово-запобіжного ремонту являє собою в організаційному відношенні широкий комплекс організаційно-технічних заходів (від профілактичного огляду і обслуговування до поточного та капітального ремонтів основних фондів). 
Впровадження системи планово-запобіжного ремонту дає змогу постійно підтримувати основні фонди в працездатному стані, зменшує можливість аварій, підвищує довговічність обладнання та ін. Дана система повинна бути скерована на те, щоб максимально можлива частина робіт перекривалася в часі, наприклад, у гірництві виїзні ремонтні бригади повинні працювати паралельно з демонтажем бурового обладнання. Важливий елемент планово-запобіжного ремонту – широке впровадження вузлового методу ремонту, який дає змогу значно скоротити тривалість робіт.
Система планово-попереджувальних (запобіжних) ремонтів (ППР) є комплексом запобіжних організаційно-технічних заходів по усім видам ремонтів, що здійснюються в плановому порядку в попередньо встановлені строки. Головна мета ППР – підтримання обладнання підприємства в справному стані, збереження його працездатності при максимальному виробництві і високому рівні якості. Завдання ППР полягає в збільшенні міжремонтного терміну служби обладнання, зниження витрат на ремонт з одночасним підвищенням якості цього ремонту. Для цього в систему ППР включені таки роботи: міжремонтне обслуговування обладнання, контроль за правильністю його експлуатації, систематичні огляди обладнання, поточний, середній і капітальний ремонти. 